# Bouvelinghem
Bouvelinghem é uma comuna francesa na região administrativa de Altos da França, no departamento de Pas-de-Calais. Estende-se por uma área de 6,28 km². Em 2010 a comuna tinha 235 habitantes (densidade: 37,4 hab./km²).